# Amanineteyerike
Amanineteyerike (Amanneteyerike, Aman-nete-yerike, Irike-Amannote) là một vị vua Kush của Meroe. Triều đại của ông được xác định là vào cuối thế kỷ thứ 5 TCN.
Amanineteyerike đã sử dụng một bộ tước hiệu đầy đủ dựa trên tước hiệu của các Pharaon Ai Cập
Tên Horus: Khanakht Khaemwaset ("Người lãnh đạo hùng mạnh xuất hiện ở Thebes"); Tên gọi sau khi qua đời (?) Hortawy 

Tên Nebty: Ittawyneb ("Người nắm giữ mọi vùng đất"); Tên gọi sau khi qua đời (?) Merymaat 

Tên Horus Vàng: Uafkhesutneb(ut) ("Người chinh phục mọi vùng đất"); Tên gọi sau khi qua đời (?) Irymaat 

Prenomen:  Neferibre ("Re là vị thần có trái tim tốt đẹp")

Nomen: Amanineteyerike ( 'rk-Imn-nwty) ("Sự sinh ra của Amun thuộc No(=Thebes)")
Amanineteyerike là con trai của vua Malewiebamani, và anh trai của vua Baskakeren. Vị tiên vương của ông, Talakhamani, là một người anh trai hoặc một người chú. Ông đã được an táng tại khu nghĩa trang hoàng gia ở Nuri (Nuri 12).